# 田口乙葉
田口 乙葉（たぐち おとは、2002年5月15日 - ）は、日本の女性ファッションモデル・女優（元子役）である。
ABP inc.所属。姉は田口華。

## 略歴
小学館「ぷっちぐみオーディション」2009年グランプリで子役デビュー。2013年4月から2015年3月までNHK Eテレ『すすめ!キッチン戦隊クックルン』においてリンゴ役として活躍。
2018年10月、声優アーティストを目指す「ボイたまプロジェクト」の結成メンバー8名のうちの一人に選ばれ、2019年よりネット配信番組などでの活動を開始した。
2019年6月30日をもってアミューズとのアーティスト契約を終了した。
2022年3月9日、姉の田口華や妹と共同でTikTokアカウントを開設した。2022年にABP inc.所属する。

## 人物
- 名前は父親が乙葉のファンだったことから付けられた。[要出典]愛称は「おっちゃん」[2]。

## 出演

### テレビドラマ・テレビアニメ
- キッチン戦隊クックルンシリーズ（NHK Eテレ）
  - すすめ!キッチン戦隊クックルン（2013年4月 - 2015年3月） - 主演・リンゴ 役
  - ゴー!ゴー!キッチン戦隊クックルン（2代目）（2016年3月） - リンゴ
  - 10周年だよ!キッチン戦隊クックルン 「歴代メンバー大集合スペシャル」（2023年8月17日）
  - ゴー!ゴー!キッチン戦隊クックルン（6代目）（2024年4月 - ） - リンゴ 役
- 土曜ワイド劇場「人類学者・岬久美子の殺人鑑定3」（2013年3月2日、テレビ朝日） - 徳田楓（幼少期） 役
- 潜入探偵トカゲ 第1話（2013年4月18日、TBS） - 斉藤実里 役

### 映画
- 県庁おもてなし課（2013年5月11日公開。配給は東宝） - 清遠佐和（幼少期） 役

### 配信ドラマ
- 代償（2016年11月、Hulu）- エリ 役

### オリジナルドラマ
- 12歳。（『ちゃお』2015年9・12月号付録） - 主演・綾瀬花日 役（山田杏奈とのW主演）

### 劇場アニメ
- ラブライブ!サンシャイン!! The School Idol Movie Over the Rainbow（2019年） - 女子生徒B[注釈 2]

### イベント
- にっぽんの食ふるさとの食（2014年3月9日、2015年3月8日、NHK放送センター前） - 主演・リンゴ 役
- 東京おもちゃショー2015（2015年6月20日、東京国際展示場） - キラかみリカちゃん 役
- 次世代ワールドホビーフェア16winter（2016年1月23日、幕張メッセ）
- 超十代 ‐ULTRA TEENS FES-（2016年3月29日、2017年3月28日、幕張メッセ） - ラブベモデルとして
- ジャック・オー・ランド（2016年10月29・30日、2017年10月21日・22日、横浜アリーナ）[8]

### インターネット
- LOVE berry vol.6発売記念！「ラブベモデル原宿竹下通りに集合♪」（2017年3月5日、FRESH!）[9]

### 雑誌
- LOVE berry（2016年 - 2017年、徳間書店） - 専属モデル

## ディスコグラフィ

### 参加作品
| 発売日        | 商品名         | 歌 | 楽曲                                                            | 備考                                                   |
| ------------- | -------------- | --- | --------------------------------------------------------------- | ------------------------------------------------------ |
| 2018年6月20日 | おしりたんてい | おしりたんてい こどもコーラス（田口乙葉、後本萌葉、黒嵜菜々子、三浦瑚都、小泉柚奈、只野維織、山本幸輝、佐久間玲駈） | 「ププッとフムッとかいけつダンス 〜こどもコーラスバージョン〜」 | テレビアニメ「おしりたんてい」主題歌のこどもコーラス版 |